# Kampioenschap van Vlaanderen 2018
Il Kampioenschap van Vlaanderen 2018, centotreesima edizione della corsa, valevole come evento dell'UCI Europe Tour 2018 categoria 1.1, si svolse il 14 settembre 2018 su un percorso di 186 km, con partenza ed arrivo a Koolskamp, in Belgio. La vittoria fu appannaggio dell'olandese Dylan Groenewegen, che completò il percorso in 4h14'33" alla media di 43,84 km/h, precedendo il tedesco John Degenkolb e il belga Jasper Stuyven.
Al traguardo di Koolskamp furono 135 i ciclisti, dei 138 alla partenza, che portarono a termine la competizione.

## Squadre e corridori partecipanti
| N.    | Cod. | Squadra                     |
| ----- | ---- | --------------------------- |
| 1-7   | TLJ  | Team Lotto NL-Jumbo         |
| 11-17 | LTS  | Lotto Soudal                |
| 21-27 | TKA  | Team Katusha Alpecin        |
| 31-37 | TFS  | Trek-Segafredo              |
| 41-47 | TDE  | Direct Énergie              |
| 51-57 | ICA  | Israel Cycling Academy      |
| 61-67 | RNL  | Roompot-Nederlandse Loterij |
| 71-77 | SVB  | Sport Vlaanderen-Baloise    |
| 81-87 | FST  | Team Fortuneo-Samsic        |
| 91-97 | VWC  | Veranda's Willems-Crelan    |

| N.      | Cod. | Squadra                      |
| ------- | ---- | ---------------------------- |
| 101-107 | VCC  | Vital Concept Cycling Club   |
| 111-117 | WGG  | Wanty-Groupe Gobert          |
| 121-127 | WVA  | WB Aqua Protect Veranclassic |
| 131-137 | CIB  | Cibel-Cebon                  |
| 141-147 | TJI  | Joker Icopal                 |
| 151-157 | RLM  | Roubaix Lille Métropole      |
| 161-167 | SEG  | SEG Racing Academy           |
| 171-177 | TIS  | Tarteletto-Isorex            |
| 181-187 | VLA  | Vlasman CT                   |
| 191-197 | BRT  | BEAT Cycling Club            |

## Ordine d'arrivo (Top 10)
| Pos. | Corridore           | Squadra       | Tempo    |
| ---- | ------------------- | ------------- | -------- |
| 1    | Dylan Groenewegen   | Lotto NL      | 4h14'33" |
| 2    | John Degenkolb      | Trek          | s.t.     |
| 3    | Jasper Stuyven      | Trek          | s.t.     |
| 4    | Emiel Vermeulen     | Roubaix       | s.t.     |
| 5    | Bram Welten         | Fortuneo      | s.t.     |
| 6    | Jonas Van Genechten | Vital Concept | s.t.     |
| 7    | Baptiste Planckaert | Katusha       | s.t.     |
| 8    | Kenny Dehaes        | WB Veran.     | s.t.     |
| 9    | Sean De Bie         | Veranda's     | s.t.     |
| 10   | Yoeri Havik         | Vlasman CT    | s.t.     |